# Југославија на Светском првенству у атлетици у дворани 1995.
СР Југославија је учествовала на 6. Светском првенству у атлетици у дворани 1995. одржаном у дворани Сант Ђорди у Барселони од 12. до 14. марта. Ово је било прво Светско првенство на којем су учествовали атлетичари као представници СРЈ-а.
На првенству у Барселони Југославију су представљала 3 такмичара који су се такмичили у 3 дисциплине.
На овом првенству СР Југославија је по броју освојених медаља делила 29. место са 1 бронзаном медаљом. У табели успешности према броју и пласману такмичара који су учествовали у финалним такмичењима (првих 8 такмичара), Југославија је са 2 учесника у финалу заузела 27 место са 9 бодова.
| Плас. | Земља          | 1. место | 2. место | 3. место | 4. место | 5. место | 6. место | 7. место | 8. место | Бр. финал. | Бод. |
| ----- | -------------- | -------- | -------- | -------- | -------- | -------- | -------- | -------- | -------- | ---------- | ---- |
| 27    | СР Југославија | 0        | 0        | 1        | 0        | 0        | 1        | 0        | 0        | 2          | 9    |

## Учесници
Мушкарци:
- Стеван Зорић — Скок увис
- Андреја Маринковић — Скок удаљ
- Драган Перић — Бацање кугле

## Освајачи медаља

### бронза (1)
- Драган Перић — Бацање кугле

## Резултати

### Мушкарци
| Атлетичар          | Дисциплина   | Лични рекорд | Квалификације       | Квалификације       | Финале               | Финале               | Детаљи |
| Атлетичар          | Дисциплина   | Лични рекорд | Резултат            | Место               | Резултат             | Место                | Детаљи |
| ------------------ | ------------ | ------------ | ------------------- | ------------------- | -------------------- | -------------------- | ------ |
| Стеван Зорић       | Скок увис    | 2,31         | 2,26 КВ             | 2. у гр. А          | 2,28                 | 6 / 20 (21)          |        |
| Андреја Маринковић | Скок удаљ    |              | без исправног скока | без исправног скока | Није се квалификовао | Није се квалификовао |        |
| Драган Перић       | Бацање кугле | 20,64        |                     |                     | 20,36                |                      |        |